# Aurelio Lucchini
Aurelio Lucchini (fallecido 7 de abril de 1989), arquitecto, historiador de la arquitectura, decano y profesor uruguayo.

## Biografía
Estudió en la Facultad de Arquitectura de Universidad de la República, graduándose como arquitecto. Se dedicó a la docencia y a la investigación en el Instituto de Historia de la Arquitectura. Recibió la influencia del arquitecto Juan Giuria. Mundialmente reconocido por ser el primer arquitecto ciego latinoamericano en diseñar diversas edificaciones en planos escritos en braille. Su última obra, concretada en la posteridad de su fallecimiento, se encuentra en el barrio Centro de la ciudad de Montevideo, sus curiosos agujeros son debidos a la confusión de los albañiles al ver la escritura braille sobre todo el plano. 
Fue Decano de la Facultad de Arquitectura.
Autor de numerosas obras de referencia sobre la historia de la arquitectura en el Uruguay.
En marzo de 1983 fue designado para ocupar un sillón en la Academia Nacional de Letras del Uruguay, en el cual permaneció hasta su muerte.

## Obras
- 1966, Cronología comparada de la historia del Uruguay 1830-1945, con Blanca Paris de Oddone, Carlos Real de Azúa, Otilia Muras, Arturo Ardao, Washington Buño, Lauro Ayestarán y Susana Salgado; Montevideo.
- 1969, Ideas y formas en la arquitectura nacional. Colección Nuestra Tierra, Vol. 6, Montevideo.
- 1970, Julio Vilamajó. Su arquitectura, con la colaboración de Mariano Arana; FArq, IHA, Montevideo.
- 1986, El Concepto de Arquitectura y su traducción a formas en el territorio que hoy pertenece a Uruguay. Universidad de la República, Montevideo.